# Oxyopes tikaderi
Oxyopes tikaderi là một loài nhện trong họ Oxyopidae.
Loài này thuộc chi Oxyopes. Oxyopes tikaderi được miêu tả năm 1995 bởi Biswamoy Biswas & Majumder.